# Dearica Hamby
Dearica Marie Hamby (* 6. November 1993 in Marietta, Georgia) ist eine US-amerikanische Basketballspielerin der nordamerikanischen Profiliga Women’s National Basketball Association (WNBA).

## Karriere
Vor ihrer professionellen Karriere in der WNBA spielte Hamby von 2011 bis 2015 College-Basketball für das Team der Wake Forest University.
Beim WNBA Draft 2015 wurde Hamby an 6. Stelle von den San Antonio Stars ausgewählt, für die (bzw. deren Nachfolgeverein Las Vegas Aces) sie seither in der WNBA spielt. In den Saisons 2019 und 2020 wurde sie mit dem WNBA Sixth Woman of the Year Award ausgezeichnet. Im Januar 2023 wurde sie zusammen mit einem Erst-Runden-Pick im WNBA Draft 2024 für Amanda Zahui B und einen Zweit-Runden-Pick zu den Los Angeles Sparks getradet. Im August 2024 hat sie die Las Vegas Aces und die WNBA wegen dieses Trades verklagt, da der Wechsel im Zusammenhang mit der damals bestehenden Schwangerschaft gestanden habe und sie daher diskriminiert worden sei. Bei den Olympischen Sommerspielen 2024 in Paris gewann sie im 3×3-Basketball die Bronze-Medaille mit ihrer Mannschaft.